# 霍林斯克區

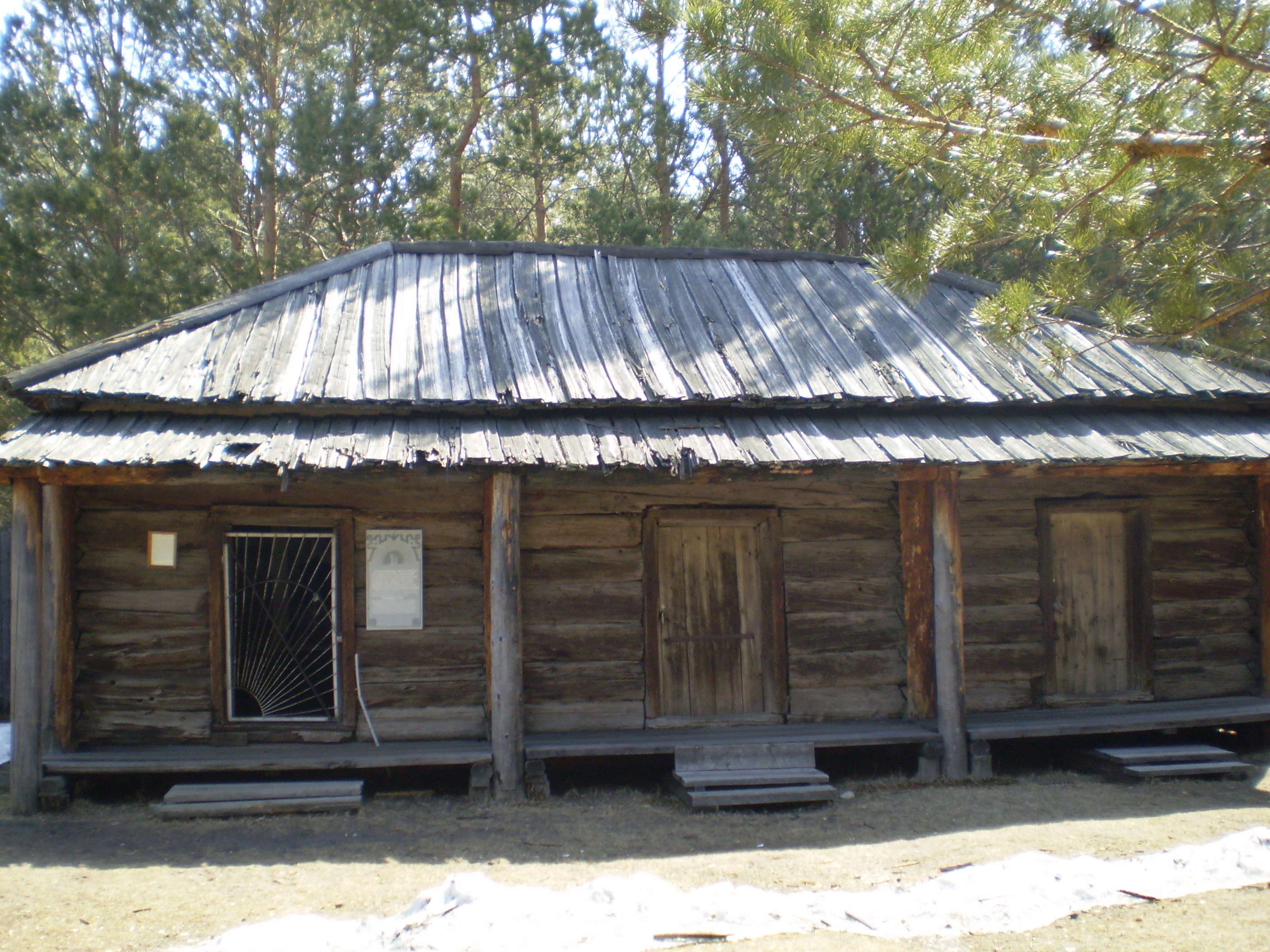

52°10′N 109°46′E / 52.167°N 109.767°E
霍林斯克區（俄语：Хоринский район），是俄羅斯的一個區，位於該國南部，由布里亞特共和國負責管轄，始建於1923年11月，面積13,431平方公里，2010年人口18,467，人口密度每平方公里1.37人。